# Чумай (Росія)
Чума́й (рос. Чумай) — село у складі Чебулинського округу Кемеровської області, Росія.

## Населення
Населення — 1291 особа (2010; 1503 у 2002).
Національний склад (станом на 2002 рік):
- росіяни — 95 %